# Lucili (militar)
Lucili (en llatí Lucilius) va ser un militar romà del segle i aC.
Va combatre al bàndol dels republicans i era amb Brut i Cassi a la batalla de Filipos l'any 42 aC. Quan el seu exèrcit estava desfet i en fugida, es va presentar a si mateix com si fos Juni Brut per tal de salvar al seu amic. Capturat, el van portar davant Marc Antoni, que commogut per la seva magnanimitat, el va perdonar i des de llavors el va considerar un dels seus amics.